# Marcelo Gleiser
Marcelo Gleiser (né le 19 mars 1959) est un physicien et astronome brésilien. Il est professeur de physique et d'astronomie au Dartmouth College.

## Biographie
Gleiser obtient un baccalauréat universitaire de l'université pontificale catholique de Rio de Janeiro en 1981, puis une M.Sc. de l'université fédérale de Rio de Janeiro l'année suivante. Il complète son Ph.D. en 1986 au King's College de Londres.
Après avoir fait des études postdoctorales au Fermilab jusqu'en 1988 et à l'Institut Kavli de physique théorique jusqu'en 1991, il commence à enseigner au Dartmouth College.